# Tomáš Hrdlička (politik)
Tomáš Hrdlička (* 11. října 1968 Praha) je podnikatel, lobbista a bývalý pražský komunální politik. Přestože formálně nezastával vysoké funkce, patřil ke skupině nejvlivnějších členů ODS (které bývalý předseda strany Mirek Topolánek nazýval "krajští kmotři"). V minulosti byl blízkým spolupracovníkem primátora Pavla Béma, náměstka pražského primátora Milana Richtera a podporovatelem bývalého 1. místopředsedy ODS Davida Vodrážky. Podle některých zdrojů před rokem 2011 fakticky ovládal dění na pražské radnici.
O významnou část vlivu na pražskou politiku Hrdlička přišel v listopadu 2011, kdy primátor Bohuslav Svoboda provedl bez vědomí tehdejšího šéfa ODS v Praze Borise Šťastného převrat. Tehdy byla velká koalice ODS+ČSSD nahrazena pravicovou koalicí ODS+TOP 09. Hrdličkovy přívržence mezi vlivnými politiky a magistrátními úředníky posléze nová koalice nahradila členy "protibémovského" křídla ODS (včetně kontroverzních vlivových osob soustředěných okolo náměstka primátora Josefa Noska, místopředsedy pražské ODS Pavla Horálka nebo Pavla Hurdy). Jednou ze záminek pro změnu koaličního uspořádání byly kontroverze okolo výběrového řízení na svoz odpadů, kde byla favoritem městská firma Pražské služby. Menšinovým vlastníkem PS byla investiční společnost Natland, která je spojovaná s Hrdličkou. V roce 2013 navrhl tehdejší předseda pražské ODS Bohuslav Svoboda vyloučení Hrdličky ze strany za poškozování jejího jména, což výkonná rada ODS odsouhlasila, přestože bylo vedení ODS na Praze 10, u které byl Hrdlička členem, proti.
V roce 2018 byl jedním ze sponzorů prezidentské kampaně Miloše Zemana. Dle svědectví vyloučeného člena SPD Roberta Vašíčka z roku 2021 řídil hnutí ve skutečnosti Hrdlička prostřednictvím svého známého Jana Čížka a ovlivňoval její oficiální vedení včetně Tomia Okamury.

## Studia
Vystudoval střední ekonomickou školu v Praze 10 a Vysokou školu finanční a správní. Podle zveřejněných údajů ze školní databáze absolvoval bakalářské a inženýrské studium během dvou let (bakalářské studium: 3. 12. 2006–31. 8. 2007, magisterské studium: 7. 1. 2008–5. 2. 2009). Sám Hrdlička tvrdí, že školu studoval s přerušením 52 měsíců. Bakalářská práce na téma Systémy řízení kvality ve veřejné správě má vročení 2006, VŠFS absolvoval inženýrskou diplomovou prací Reforma veřejných financí - Konvergenční program (vedoucí PhDr. Marie Hamplová, oponent PhDr. Rafik Bedretdinov, CSc.).
Podle sdělení VŠFS z 23. 10. 2009 Tomáš Hrdlička v akademickém roce 2001/02 zahájil a následně přerušil studium, v roce 2003/04 až 2005/06 absolvoval celoživotní vzdělávání (tzv. univerzita třetího věku). V roce 2006/07 na základě uznání celoživotního vzdělávání přestoupil na bakalářská studia, bylo mu povoleno individuální plnění studijních povinností, studium zakončil závěrečnou zkouškou dne 31. 8. 2007. V akademickém roce 2007/08 zahájil na VŠFS navazující magisterské studium, bylo mu povoleno individuální plnění studijních povinností, studium zakončil závěrečnou zkouškou dne 5. 2. 2009.
Ve správní radě školy, které Praha 10 levně pronajímá budovu a které se přezdívá "škola pražských politiků", zasedal mj. Milan Richter. Zakladatelem školy je těžební společnost Czech Coal (dříve Appian Group).

## Politická činnost

### Kariéra v ODS
Členem ODS v Praze 10 byl od roku 1997. Hrdlička byl členem zastupitelstva Městské části Praha 10 (1998–2010), neuvolněným členem rady Prahy 10. V Praze 10 od voleb v roce 2002 předsedal Komisi pro územní rozvoj, na magistrátu byl členem Komise k optimalizaci využití území Trojmezí. V minulosti veřejně podpořil mj. kontroverzní stavbu nákupního centra Eden (2003), zástavbu Trojmezí (2004), přestěhování fotbalového klubu Bohemians Praha na stadion klubu SK Slavia Praha s tím, že území dnešního Ďolíčku by bylo využito pro developerské aktivity (2005) nebo společný podnikatelský projekt Prahy 10 a soukromé firmy na přestavbu Vršovického zámečku na hotel.
V komunálních volbách v roce 2010 Hrdlička nekandidoval.
Hrdlička společně s Patrikem Oulickým, Ivo Rittigem, Alexandrem Novákem, Romanem Jurečkem a Pavlem Dlouhým byl ve své éře považován za jednoho z nejvlivnějších členů ODS (tzv. krajského kmotra).
Hrdlička měl přes poslance Borise Šťastného (tehdy také člena ODS v Praze 10) přímou vazbu na tehdejšího prezidenta Václava Klause. Byl dlouhodobým odpůrcem bývalého předsedy Mirka Topolánka a naopak blízkým spolupracovníkem dřívějšího náměstka pražského primátora Milana Richtera a podporovatelem bývalého 1. místopředsedy ODS Davida Vodrážky.
V srpnu 2013 byl vyloučen z ODS. Úřadující předseda strany Martin Kuba tento krok zdůvodnil tím, že Hrdlička svými mediálními vyjádřeními poškozuje dobré jméno ODS. Média rovněž spekulovala, že Hrdlička stál za rozhodnutím poslanců Jana Floriána a Tomáše Úlehly neúčastnit se hlasování o důvěře vládě Jiřího Rusnoka, čímž přispěli k rozpadu deklarované podpory 101 poslanců pro Miroslavu Němcovou a k vyhlášení předčasných voleb do Poslanecké sněmovny v roce 2013.

### "Mozek" Věcí veřejných
Hrdličkovo jméno se v únoru 2010 objevilo v českých denících v souvislosti s politickou stranou Věci veřejné (které ve stejném období průzkumy veřejného mínění začaly přisuzovat volební zisk více než 5 %). Články spekulovaly o možném propojení ODS reprezentované právě Hrdličkou se stranou vedenou Radkem Johnem, hovořily o financování strany prostřednictvím podnikatelů a lobbistů blízkých Hrdličkovi a vyvozovaly závěr, že aktivity ODS a VV jsou koordinované.
V květnu 2010 - 14 dní před konáním parlamentních voleb Hrdlička nepřímo potvrdil fakt, že je "mozkem" Věcí veřejných. Tajně a bez pověření vedením ODS se účastnil jednání mezi volebním manažerem ČSSD Jaroslavem Tvrdíkem a hlavním sponzorem Věcí veřejných Vítem Bártou. Obsahem jednání byly podmínky povolební spolupráce těchto dvou stran.
Podezření z podpory Věcí veřejných média opět zmiňovala v březnu 2012 během soudu řešícího úplatkářské aféry mezi Vítem Bártou a dalšími členy nejmenší vládní strany. Poslanec VV Jaroslav Škárka tehdy prohlásil, že "Věci veřejné stojí na 200 milionech od Janouška a Hrdličky".
Hrdličku pojí přátelské vztahy s bývalým zastupitelem Evropských demokratů v Praze 10 a od roku 2010 ministrem pro místní rozvoj za VV Kamilem Jankovským.
Předseda VV Radek John si dlouhodobě pronajímá od Prahy 10 ateliér v Brtnické ulici 8 na hranici Michle a Vršovic.

### Ovlivnování SPD a Trikolóry
V roce 2018 byl jedním ze sponzorů prezidentské kampaně Miloše Zemana.
Dle svědectví vyloučeného člena SPD Roberta Vašíčka z roku 2021 řídil hnutí ve skutečnosti Hrdlička prostřednictvím svého známého Jana Čížka a ovlivňoval její oficiální vedení včetně Tomia Okamury.
Kampaň koalice Trikolóry, Svobodných a Soukromníků z roku 2021 byla dle zpravodajského serveru Seznam Zprávy rovněž konzultována s Hrdličkou, a to přes vlivného právníka Jindřicha Rajchla, který za koalici kandidoval. Kampaň konzultoval také Hrdličkův kamarád, bývalý ministr pro místní rozvoj za Věci veřejné, Kamil Jankovský, který hnutí přispěl částkou 50 tisíc korun. Rajchl se s Hrdličkou zná přes svou ženu, která vlastní podíl v restauraci Manú Praga v centru Prahy. Ta funguje v domě, ve kterém má sídlo i firma Hrdličky a podle Rajchla v ní je Hrdlička častým hostem.

## Podnikání
Hrdlička od počátku devadesátých let podniká. Zaměřuje se na provozování benzínových pump (např. ÖMV na Barrandově) a sítě výherních hracích automatů. Média o něm spekulovala jako o spolumajiteli jedné z největších developerských a správcovských firem v Praze Prominecon Group (dříve NAVATYP), do které měl vstoupit v roce 2007 společně s lobbistou Romanem Janouškem. Ve firmě měli mít vliv prostřednictvím anonymních akcií firmy MIST (v překladu mlha). V roce 2010 údajně firmu prodali.
Hrdlička vlastní stavební firmu Vistoria, která pravidelně dostává zakázky od Městské části Praha 10. Vistoria takto v minulosti například obdržela zakázku na rekonstrukci vršovického kina Vzlet za 40 milionů korun. Firma v roce 2020 vysoutěžila veřejnou zakázku na přístavbu pavilonů mateřské školy U Vršovického nádraží za zhruba 30 milionů korun a uspěla i v roce 2021 při zakázce na stavbu nové mateřské školy v ulici Bajkalská v hodnotě téměř 130 milionů spolu s firmou Geosan. Hrdličkova Vistoria podle registru smluv dodávala stavební práce za desítky milionů korun také například dopravnímu podniku hlavního města.

## Osobní život
Tomáš Hrdlička je ženatý a má dvě děti. Ve volném čase sportuje.

## Kontroverze

### Spolupráce s vojenskou kontrarozvědkou
V tzv. Cibulkových seznamech spolupracovníků komunistických tajných služeb existuje záznam důvěrníka vojenské kontrarozvědky, u kterého se shoduje jméno, příjmení a datum narození s Hrdličkovými údaji. Bydlištěm tohoto důvěrníka, který měl krycí jméno Tomi, byla Praha 10-Vršovice.
Hrdlička byl od 7. 7. 1988 zájmovou osobou Státní bezpečnosti.

### Aféra s autobazarem
Tomáš Hrdlička a bývalý poslanec ODS Vladimír Doležal byli podezřelí z toho, že se v roce 2004 zapletli do úplatkářské aféry v souvislosti s prodloužením nájemní smlouvy na obecní pozemek.
Na podzim 2004 požádal provozovatel tržiště a autobazaru Recar v areálu gymnázia v Přípotoční ulici Michal Dvořák Prahu 10 o prodloužení nájemní smlouvy. Komise územního rozvoje, kterou vedl Hrdlička, to odmítla s tím, že tyto aktivity nejsou v souladu s územním plánem. Dvořák chtěl, aby komise změnila své rozhodnutí. Přes svého spolupracovníka Zdeňka Kolínského se obrátil na tehdejšího poslance Doležala. Jejich následných schůzek, které se uskutečnily mezi 5. 11. 2004 a 7. 3. 2005, se podle policejních zdrojů zúčastnil i Hrdlička.
Zásadní byla schůzka mezi Michalem Dvořákem, Zdeňkem Kolínským, Vladimírem Doležalem a Tomášem Hrdličkou, která proběhla 23. 11. 2004 od v restauraci Topo Maschio. Hrdlička zde mj. přislíbil, že učiní kroky ke změně stanoviska komise pro územní rozvoj, případně dalších orgánů Městské části ve prospěch stavebníků, a Vladimír Doležal poté, kdy Tomáš Hrdlička jednání opustil, přislíbil, že zjistí a zástupcům autobazaru sdělí přesnou výši požadované částky za ovlivnění vydání rozhodnutí. Později měl Doležal žádat pro Hrdličku úplatek ve výši 800 000 Kč.
Podnikatel Dvořák, který v té době již měl smlouvu od úřadu prodlouženou do roku 2009, byl na schůzkách vybaven policejním odposlechovým zařízením.
Doležal byl v roce 2010 odsouzen za nepřímé úplatkářství k pokutě 100 000 Kč, Hrdličkovu vinu soud neprokázal.

### Kauza s restitucemi
V kauze „Bečvářův statek“ jde o pozemky, které rodině prvorepublikových velkostatkářů Bečvářových zabavili po roce 1948 komunisté. Policie zjistila z odposlechů, že restituce ovlivňovali Roman Janoušek s Hrdličkou a pražským advokátem Danielem Honzíkem. Zaplatili jednorázově restituentům 40 milionů a tím si koupili jejich nároky na náhradní pozemky. S úřady jednali jejich jménem, sami však zůstávali skryti. A jakmile se jim podařilo od státu získat cenné pozemky, hned parcely převáděli do firem s anonymními majiteli. Na obvinění ovšem nebylo důkazů dost. K soudu se tak dostali jen právník Jan Horáka (tehdy zaměstnaný na Státním pozemkovém úřadu) a bývalí ředitelé pozemkového úřadu Eva Benešová a Petr Chmelík. Horák i Chmelík dostali podmíněné tresty. Soud s Benešovou pokračuje a na jeho výsledku závisí, zda pozemky zůstanou podnikatelům Janouškovi a Hrdličkovi, nebo zda propadnou státu.

### Chátrání objektu v Praze-Podolí
V roce 2019 média upozorňovala na neutišený stav objektu bývalé mateřské školy v Praze-Podolí, který Hrdlička vlastní přes firmu Goliant Projekt. Podle slov místních je vybydlený objekt centrem setkávání lidí bez domova a squatterů. Problematičnost místa zatěžovala i místní strážníky. V roce 2018 zde museli strážníci zasahovat celkem dvacetdvakrát. Nejčastěji šlo o rušení nočního klidu a porušování veřejného pořádku. I proto zavedli denní kontrolu místa. Hrdlička odmítá, že by problematičnost místa ignoroval. Sám svádí vinu na firmu Bečvářova, a. s., která z restitucí vlastní tamní pozemky a znemožňuje Hrdličkovi s objekty volně nakládat.

### Výstavba ve Špindlerově Mlýně
Ve Špindlerově Mlýně koupil v roce 2021 přes svou společnost MLB Investment několik nemovitostí a pozemků. Nechal takto zbourat bývalý hotel Hanička, na jehož základech chce postavit dům se zhruba dvaceti luxusními apartmány pro bohatou klientelu, určenými na dlouhodobý pronájem. Starosta města Vladimír Starucha to označil za další příklad praxe, kdy podnikatelé koupí ubytovací zařízení pod záminkou rekonstrukce, které ale nakonec zbourají a na jeho místě bez stavebního povolení na novou stavbu postaví soukromé apartmány, ze kterých ovšem obec nemá žádný přínos.

## Síť přátel Tomáše Hrdličky
Do Hrdličkova okruhu přátel po parlamentních volbách v roce 2010 patřili:
- Politici
  - bývalý první místopředseda ODS David Vodrážka
  - místopředseda ODS Petr Bendl
  - první náměstek primátora Prahy Rudolf Blažek[49]
  - náměstek pražského primátora pro evropské fondy, protikorupční politiku a informatiku Milan Richter
  - náměstkyně pražského primátora pro školskou politiku, vzdělávání a volný čas Marie Kousalíková
  - radní hl. m. Prahy pro územní plánování a využití rozvojových lokalit Martin Langmajer
  - radní hl. m. Prahy pro sociální věci a bývalý poslanec Jiří Janeček
  - starosta Prahy 5 Milan Jančík
  - starosta Prahy 10 Vladislav Lipovský
  - bývalý náměstek pražského primátora a poslanec Jan Bürgermeister
  - místopředseda Věcí veřejných Vít Bárta.

- Úředníci
  - ředitel Útvaru rozvoje hl. m. Prahy Bořek Votava
  - bývalý ředitel odboru informatiky Magistrátu hl. m. Prahy Václav Kraus (zodpovědný mj. za projekt Opencard)
  - tajemník Úřadu Městské části Praha 10 Martin Slavík

- Podnikatelé:
  - syn provozovatele matějské pouti v Praze Jan Kočka
  - podnikatel a přítel Pavla Béma Roman Janoušek
  - podnikatel a přítel Petra Bendla Ivo Rittig
  - zbrojař a přítel Miroslava Kalouska Richard Háva
  - generální ředitel TV Óčko Jiří Balvín
  - generální manažer hokejové Sparty Petr Bříza
  - generální ředitel Sazky Aleš Hušák
  - podnikatel a automobilový závodník Antonín Charouz
  - vlivný právník Karel Muzikář[50][51]